# Sega Pico
De Sega Pico, ook wel bekend als Kids Computer Pico (キッズコンピューター・ピコ, Kizzu Konpyūtā Piko), is een elektronisch speelgoed ontwikkeld door Sega. Het doel van de Sega Pico was om meer jonge kinderen geïnteresseerd te krijgen voor videospellen.

## Achtergrond
De Sega Pico was een versimpelde spelcomputer ontworpen voor kinderen in de leeftijd van 2 tot 8 jaar. De Pico werd in 1993 uitgebracht in Japan, en in 1994 in Amerika en Europa. De spelcartridges voor de Sega Pico werden "Storyware" genoemd, en waren gemodelleerd naar een boek. De besturing vond grotendeels plaats via een touchscreen met behulp van een "magische" pen. Daarnaast zaten er enkele knoppen op de Sega Pico. Alle software van de Sega Pico kreeg de rating EC - Early Childhood van de ESRB.

## Spellen
Enkele van de spellen voor de Sega Pico zijn:
- A Year at Pooh Corner
- Adventures in Letterland With Jack and Jill
- The Berenstain Bears: A School Day
- Crayola: Create a World
- Disney's 101 Dalmatians
- Disney's Pocahontas
- Disney's De Avonturen Van De Leeuwenkoning
- Denji Sentai Megaranger
- Ecco Jr. and the Great Ocean Treasure Hunt!
- The Great Counting Caper With the 3 Blind Mice
- Magische Krijtjes
- Math Antics with Disney's 101 Dalmatians
- Mickey's Blast Into the Past
- Mini Moni Eigo de Asobu n da pyon!
- Mini Moni Shōgakkō e Iku n da pyon!
- Mini Moni Terebi ni Deru n da pyon!
- Muppets on the Go
- Musical Zoo
- Peppy's Puzzles
- Pink Panther's Magic Island
- Pink Panther's Shapes and Colors
- Richard Scarry's Huckle and Lowly's Busiest Day Ever
- Scholastic's The Magic School Bus
- Sesame Street
- Smart Alex and Smart Alice: Curious Kids
- Sonic the Hedgehog's Gameworld
- Tails and The Music Maker
- Drie Sailor Moon spellen- Sailor Moon SuperS, Sailor Moon S, and Sailor Moon Sailor Stars

Spelcomputers · Draagbare spelcomputers (Lijst van draagbare spelcomputers)